# Урбина, Хесус
Хесус Яир Урбина (исп. Jesús Yair Urbina; 3 марта 1983 года, Монтеррей) — мексиканский футболист, игравший на позиции вратаря.

## Клубная карьера
Хесус Урбина начинал свою карьеру футболиста в мексиканском клубе «УАНЛ Тигрес» из своего родного города. 21 ноября 2004 года он дебютировал в мексиканской Примере, выйдя на замену в домашнем матче с «Пуэблой». Затем Урбина представлял множество клубов лиги Ассенсо МХ, в тех же периодах, когда он представлял команды Примеры, исключительно протирал скамейку запасных в матчах лиги, появляясь в воротах лишь в кубковых играх.
С середины 2016 года Хесус Урбина представляет клуб мексиканской Примеры «Монаркас Морелия».

## Достижения
«Монаркас Морелия»
- Финалист Кубка Мексики: Кл. 2017